# Metabiantes incertus
Metabiantes incertus is een hooiwagen uit de familie Biantidae.